# Cesiomaggiore
Cesiomaggiore (Zes in veneto) è un comune italiano di 3 959 abitanti della provincia di Belluno in Veneto.

## Geografia fisica
Il comune appartiene all'Unione montana Feltrina. Il territorio si estende nel Feltrino orientale (Valbelluna), alla destra idrografica del fiume Piave, comprendendo verso nord le prime cime delle Dolomiti.
Il capoluogo del comune è Cesio che si trova a circa 12 km a nord-est da Feltre e a 18 km a sud-ovest da Belluno.
La strada provinciale pedemontana, parallela settentrionale della statale 50, costeggia le vette e attraversa il comune, salendo da Feltre e scendendo a Santa Giustina, dove si ricongiunge alla statale per Belluno.
A occidente il territorio comunale, delimitato dal torrente Caorame, confina con il comune di Feltre; a oriente si incontrano i territori di Santa Giustina e di San Gregorio nelle Alpi. A nord, oltre le creste montuose, altri comuni dell'alta provincia di Belluno e il territorio della Regione Trentino-Alto Adige.
Caratterizzato dal continuo digradare dei colli verso la Valle del Piave, il paesaggio è vivace, mosso e alternato di piccoli centri abitati, antiche ville, chiesette, campi e boschi di latifoglie.

## Storia

### L'età antica
Il territorio di Cesio appartiene, fin dall'antichità, alla zona feltrina, terra che in epoca preromana fu abitata dai Reti.
Il toponimo si ritiene derivi dall'antroponimo latino Caesius, riferito ad una gens Caesia, alla quale appartenne il poeta latino Cesio Basso (I secolo d.C.).
La presenza della gens Caesia nella zona di Cesiomaggiore è attestata dal ritrovamento di un'iscrizione che menzionava un L. Caesius L. L..
Tra i reperti che testimoniano la presenza romana vi è un cippo monumentale del 47 d.C., che ricorda la costruzione della via Claudia Augusta altinate (tra Altinum, sul mar Adriatico e Augusta Vindelicum, oggi Augsburg, nella regione danubiana), e che è divenuto il simbolo araldico del comune. Esso è incorporato in un altare presso la chiesa di Santa Maria Maggiore.

### Il Medioevo
In età medievale Cesio fu sede della pieve di Santa Maria, chiesa dipendente dalla diocesi di Feltre e dal suo vescovo-conte. Il territorio, frazionato in numerosi possedimenti feudali, fu governato da castellani locali soggetti al vescovo. Tra essi vi furono i Muffoni, detti anche "da Cesio", i Rambaldoni da Fianema, al cui lignaggio appartenne Vittorino da Feltre e i Corte da Marsiai. Membri di queste famiglie ricoprivano spesso anche la carica di "marighi" o "capovilla" cioè capi dei villaggi e delle regole.
Resti delle loro residenze fortificate ancora oggi sono visibili sia nel capoluogo comunale di Cesio sia nelle frazioni di Marsiai e Fianema.

### L'età veneziana
Nel 1404 Cesio entrò con Feltre a far parte della Repubblica di Venezia: la cerimonia della consegna delle chiavi della città all'ambasciatore veneziano, Bartolomeo Nani, il 15 giugno di quell'anno, fu eseguita da Vittore Muffoni, di Cesio, ed è ancor oggi rievocata nel Palio di Feltre.
Durante il periodo della dominazione veneziana (XV-XVIII secolo), le residenze fortificate si trasformano in ville padronali, come villa Tauro alle Centenere, villa Corrà e villa Muffoni nel capoluogo comunale.

### Napoleone, il periodo Asburgico ed il Regno Sabaudo
La Repubblica di Venezia cessò di esistere con l'arrivo degli invasori francesi di Napoleone. Per la popolazione del Feltrino fu un periodo di grandi illusioni, di spoliazioni e di miseria. Il territorio fu assegnato dapprima alla Repubblica Cisalpina e poi, con il Trattato di Campoformio, fu ceduto all'Impero d'Austria che lo integrò nel regno Lombardo-Veneto.
Durante il periodo dell'occupazione francese, il Feltrino fu smembrato in diversi cantoni ovvero in distretto amministrativi dai quali ebbero origine gli attuali territori comunali. Fu l'inizio dell'autonomia comunale di Cesio.
Nel 1866, in seguito alle guerre di espansione del Piemonte, Feltre e Cesio furono annessi, insieme col resto del Veneto, al Regno d'Italia: in tale circostanza a Cesio fu mutato il nome nell'attuale "Cesiomaggiore", essendo già presente nel regno un comune omonimo in provincia di Imperia. Va sottolineato a tal proposito che è stata variata soltanto la denominazione del comune, ma non il nome del capoluogo.
Il Regno d'Italia portò con sé numerosi problemi economici e sociali che furono alla base del successivo fenomeno dell'emigrazione.

### Le grandi guerre del Novecento
Il territorio di Cesiomaggiore fu duramente provato durante la prima guerra mondiale. Il 1917, in particolare, fu detto l'an de la fam ("l'anno della fame"), a causa delle privazioni patite durante l'occupazione austriaca.
Altre sofferenze si ebbero durante la seconda guerra mondiale, in ispecie nel suo periodo terminale.

### Simboli
Lo stemma è stato concesso con regio decreto del 14 gennaio 1929.
Il gonfalone è un drappo di azzurro.

## Monumenti e luoghi d'interesse
Parte del territorio comunale è compresa nel Parco nazionale delle Dolomiti Bellunesi.

### Architetture religiose
- Pieve arcipretale di Santa Maria Maggiore in Cesio; ricostruita nel 1785, conserva il bel fonte battesimale del 1483 e pale tardo-rinascimentali di buona fattura.
- Chiesa parrocchiale di San Pietro apostolo a Soranzen
- Chiesa parrocchiale di San Rocco in Pez
- Tempietto di Sant'Agapito in Valle
- Chiesa della Visitazione seicentesca detta La Madonnetta a Pez; tempietto ottagonale, conserva pregevoli opere del Ridolfi (XVII secolo) e un affresco mariano ritenuto miracoloso.
- Chiesa di San Lorenzo a Pullir
- Chiesa di San Pietro e chiesa di San Liberale a Marsiai
- Chiesa di San Bartolomeo a Tussui
- Chiesa di San Leonardo a Cesiominore
- Chiesa barocca di Santa Lucia di Can
- Chiesa di San Gregorio Taumaturgo a Bordugo
- Chiesa di Santa Eurosia e San Giovanni Battista alle Ave
- Chiesa di Sant'Antonio in Val di Canzoi
- Chiesa di San Vitale e San Valentino a Toschian
- Chiesa di San Vendemiano a Cossalter
- Chiesa di San Biagio a Menin
- Chiesa di San Giuda a Salgarda "Vecia"
- Chiesa della Madonna Immacolata e San Rocco a Fianema
- Chiesa di San Vito a Col San Vito
- Chiesa di Sant'Elena (e Santa Croce) a Calliol

### Architetture civili
- Casa torre dei "da Corte" a Marsiai
- Castello Cossalter nell'omonima località
- Villa Martini e villa Facino-Pasole a Soranzen
- Centro storico di Cesio Minore
- Museo Storico della Bicicletta  "Antonio Bevilacqua" a Cesio, con la collezione di biciclette di Sergio Sanvido
- Museo Etnografico Provinciale di Seravella, sulla strada per Santa Giustina
- Villa Tauro alle Centenere con il lapidarium che conserva reperti di età romana e medievale; tra essi il cippo monumentale con l'iscrizione che ricorda la costruzione della Via Claudia Augusta Altinate
- Villa di Menin (nei pressi anche un tasso monumentale avente all'incirca trecento anni).

### Siti di interesse naturalistico
- Valle di Canzoi, punto di accesso al Parco Nazionale delle Dolomiti Bellunesi
- Biotopo di Pradenich (immediatamente a valle del capoluogo)

## Società

### Evoluzione demografica
Abitanti censiti

## Cultura

### Biblioteche pubbliche

#### Biblioteca comunale
La biblioteca comunale di Cesiomaggiore si trova in Piazza Mercato a sud del municipio e dispone di circa 7 000 titoli, tra cui opere letterarie e scientifiche, media, DVD, cd, fotografie. All'interno della biblioteca si trova un angolo dedicato ai più piccoli. Vi si trovano anche oltre cento titoli di opere dedicate alla bicicletta e una piccola sezione scientifica.

#### Biblioteca del Museo Etnografico della Provincia di Belluno
La biblioteca è situata presso la sede del Museo Etnografico della Provincia di Belluno, in località Serravella, ed è stata istituita nel 1997, con l'apertura al pubblico del museo.
Il patrimonio documentario della biblioteca è specializzato sui temi dell'etnografia, dell'antropologia culturale e della storia, con particolare riferimento ai territori feltrino, agordino, cadorino e bellunese. Oltre a circa 6.000 volumi, sono consultabili raccolte fotografiche, registrazioni sonore e filmati.

### Istruzione
Cesiomaggiore è sede di un Istituto Comprensivo statale, al quale afferiscono le Scuole dell'Infanzia di Pez e di Villabruna (Feltre), i plessi di Scuola Primaria di Cesiomaggiore "Principe di Piemonte", di Soranzen (stesso comune), di Villabruna e di Nemeggio (Feltre). La sede centrale dell'istituto si trova nella Scuola Secondaria di Primo Grado "Dante Alighieri" di Cesio Maggiore.
Presso la parrocchia di Santa Maria Maggiore in Cesio ha sede una Scuola dell'Infanzia paritaria, non statale, intitolata a "Matilde Muffoni".

## Geografia antropica

### Frazioni
Il territorio di Cesiomaggiore è caratterizzato da un forte frazionamento abitativo e identitario.
Un vecchio adagio dialettale recita infatti: Tos'cian su la forca, Pòlir inte 'l profondo e Menin te 'l fior de 'l mondo, ovvero "Toschian sulla forca (troppo in alto), Pullir nel profondo (troppo incuneato) e Menin sul fior del mondo (in posizione migliore)". È intuibile il rapporto competitivo esistente tra le frazioni.
- Anzaven

È un antico nucleo abitato che presenta ora cenni di sviluppo urbano verso valle.
- Bordugo

Sorge sul torrente Caorame in Valle di Canzoi; un tempo traeva sostentamento dall'energia idrica. Si trovavano infatti sul posto una segheria e un'officina per la lavorazione del ferro. Oggi a monte dell'abitato si trova una griglia per l'intercettazione dell'acqua di alimentazione della centrale idroelettrica di Arson, in comune di Feltre.
Vi sorge la cappella di San Gregorio Taumaturgo, festeggiato il 17 novembre.
- Busche

Si trova nel versante meridionale del comune presso il Piave.
Fino al secolo scorso abitato da poche famiglie ora, grazie alla sua posizione sulla Statale del Grappa, ospita diverse imprese commerciali e numerosi abitanti.
È sede della stazione ferroviaria dei comuni di Cesiomaggiore e Borgo Valbelluna.
Conosciuta è l'industria lattiero-casearia Lattebusche tra le più importanti del Veneto.
Il centro è interessato ad ovest da un recente fenomeno di espansione abitativa, con investimenti pubblici comunali e privati, da cui i miglioramenti alla viabilità, un nuovo centro commerciale e la nuova chiesa di San Giovanni Battista (24 giugno). Presso Busche si trova pure l'omonimo lago artificiale che raccoglie le acque del Piave per inviarle alla centrale idroelettrica di Quero e verso i canali di irrigazione della pianura. L'area del lago è una 'zona umida' di interesse naturalistico.
- Can

Località situata ad ovest del capoluogo comunale. Il patrono è santa Lucia cui è dedicata una notevole chiesetta barocca risalente al 1668. Caratteristico il campanile che si trova sulla sede viaria risalente al 1720.
- Cesio Maggiore

È il capoluogo del comune.

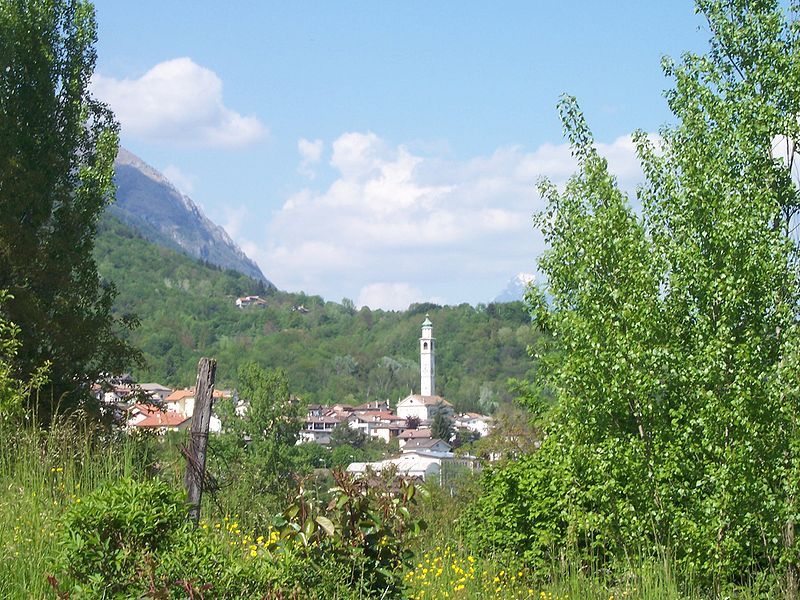
Cesio Maggiore visto da Cesio Minore.

In antico chiamato semplicemente Ces o Cesio, ricevette l'appellativo di "Maggiore" in età napoleonica.
Sorge in un terrazzo soleggiato della costa pedemontana.
A valle del centro si trova una piccola area artigianale, con imprese dedite alla lavorazione del legno, della pietra e dei metalli ed un'area sportiva e sociale.
A ridosso dell'abitato, verso nord, a un'ora circa di marcia dal capoluogo, si trova il tempietto di Sant'Agapito; edificio antico che dà il nome alla piccola valle scavata dal torrente Salmenega che segna la costa alpina.
La chiesa maggiore è l'antica pieve dedicata a Santa Maria Assunta e si trova nella cuore del centro storico.
Presso le scuole elementari del capoluogo ha sede il museo storico della bicicletta "T. Bevilacqua", dalla collezione ricca di pezzi unici e antichi. Non distante dal capoluogo in direzione di Santa Giustina (Italia) il museo Etnografico Provinciale di Serravella.
- Cesio Minore

Si trova ad ovest di Can, a nord di Calliol e ad est di Cesio Maggiore. È uno dei centri più popolosi del comune e conserva un interessante centro storico composto da case in pietra grezza che rispettano tutti gli elementi dell'architettura tradizionale feltrina degli ultimi quattrocento anni, nonostante il progressivo stato di abbandono. Si è sviluppata invece una serie di case nuove in quella che era la campagna, fino a congiungere il paese con Cesio Maggiore.
Il patrono è San Leonardo.
- Cossalter

Minuscolo centro abitato posto a ridosso di un colle. La chiesa sorge all'esterno del centro ed è dedicata san Vendemiano - san Vendemiale - (1º giugno) e Santa Filomena (11 agosto).
- Col San Vito

Sorge a sud di Cesio Maggiore in cima all'omonimo colle. Vi si gode un bel panorama sulla valle. Il titolare della chiesetta è san Vito.
- Cullogne

Il toponimo sembra derivare da "colonìe" ovvero "case coloniche", si trova a nord di Can ed è una semplice borgata di poche case. La chiesetta è dedicata a san Salvatore.
- Dorgnan

Piccola frazione situata a nord di pez, presenta una piccola chiesa del sedicesimo secolo intitolata a San Sebastiano.
- Fianema

Centro a ridosso del torrente Salgarda, confine occidentale del comune. Feudo dei Rambaldoni il cui rampollo Vittorino detto "Da Feltre" fu il grande educatore umanista del XV secolo.
La chiesa, ricca di affreschi rinascimentali, è dedicata all'Immacolata Concezione di Maria.
- La Busa

Piccolo agglomerato di case a nord di Soranzen, presso la riva del Caorame. Un tempo vi si trovavano un mulino e un opificio per la lavorazione della canapa. Oggi la maggior parte dell'abitato è in abbandono a causa della posizione poco soleggiata e delle non ottime condizioni della strada di accesso.
- Le Ave

Al centro della Val Canzoi il centro abitato di Le Ave potrebbe derivare il nome dalla presenza in loco di vecchi allevamenti di api. Dietro la chiesetta di Santa Eurosia e San Giovanni Battista si può vedere quanto resta di un tratto scavato nella roccia di una via antica o medievale popolarmente ritenuta essere un tratto della via Claudia Augusta Altinate.
- Le Montagne

Piccolo agglomerato di case rustiche in pietra a vista di tipo feltrino, posto in luogo panoramico e soleggiato sulla costa del monte Grave. La festa paesana ricorda l'anniversario della posa e della benedizione del crocifisso presso la fontana.
- Marsiai

Si trova al limite orientale del comune. Vi sorge l'edificio che fu l'antico maniero dei nobili da Corte. Le chiese antiche sono due: la principale, dedicata a San Pietro (29 giugno), e la minore dedicata a San Liberale.
- Menin

A sudovest del capoluogo, fra il Col De Cimia e il Col Miass; negli ultimi anni il centro si è espanso verso la campagna delle Chižole. Vi si trova villa De' Mezzan, famosa un tempo per il suo bel giardino, notevolmente ridotto dopo la Grande Guerra. Presso l'oratorio di San Biagio un tasso degli uccellatori monumentale.
- Morzanch
- Pez

Frazione situata a ridosso di un promontorio sul Piave, a sud del capoluogo. Sede parrocchiale, è dotata di una scuola per l'infanzia statale. Al centro del paese un ampio piazzale e la chiesa dedicata ai santi Pietro e Rocco; poco distante dal centro frazionale la bella chiesa seicentesca detta "della Madonnetta", con aula a pianta ottagonale. L'interessante chiesa del Priorato di San Gabriele è stata demolita negli anni ottanta dell'Ottocento perché ormai diroccata. L'edificio viene tuttora ricordato nella toponomastica: la via dove sorgeva è infatti chiamata "Riva de San Gabrièl".
- Pullir

Frazione sita ai piedi di un colle. Vi si trova un importante centro di cura per malattie mentali. La chiesa dedicata a San Lorenzo è antica e affrescata che conserva all'interno pregevoli affreschi risalenti al XV secolo.
- Salgarda

Località posta sulla sponda sinistra del torrente Caorame sul confine occidentale con il comune di Feltre. Il nucleo antico del paese si trova nella località Salgarda Vecchia, manciata di case disposte attorno ad un ponte sul torrente Caorame. Prima della costruzione della strada attuale, la via principale digradava da Villabruna proprio verso questo ponte, l'unico della zona, che quindi rivestiva una notevole importanza per il traffico da Feltre a Cesiomaggiore.
- Soranzen

Secondo nucleo del comune per numero di residenti. La chiesa parrocchiale è dedicata a San Pietro Apostolo (29 giugno), vi è venerato anche Sant'Antonio Abate (17 gennaio).
- Toschian

In luogo elevato, si nota per la cappella ben visibile di San Vitale presso la quale è venerato anche san Valentino (14 febbraio).
- Tussui

In posizione soleggiata e luogo ricco di coltivazioni di granoturco. La chiesetta è dedicata a San Bartolomeo Apostolo (24 agosto).
- Val Canzoi

La valle, piuttosto estesa, è disseminata di case.
L'economia un tempo fondata sulla produzione di legname, sui pascoli e sul commercio non sempre legale con il Primiero, oggi verte principalmente sul turismo; per questo vi sono in valle agriturismi e punti ristoro.
Vi si trova il lago artificiale detto della Stua, che costituisce la riserva d'acqua per la locale centrale idroelettrica, acqua che, convogliata in un canale, è inviata alla centrale di Arson (Feltre).
La chiesetta di Sant'Eustachio in Valle, scomparsa nel passato in modo poco chiaro, vide nascere una delle più antiche confraternite feltrine. Oggi sorge la cappella di Sant'Antonio.

## Economia
Il territorio vive di una discreta produzione agricola ed artigianale.
Si trovano in zona diverse imprese artigianali dedite alla produzione di arredi e di complementi per l'edilizia.
Importanti sono la produzione e la lavorazione dei latticini sia a livello di media impresa (Lattebusche) che di nicchia (malghe in alta quota). Vi è una consistente porzione di popolazione che, a titolo principale o non, ottiene un reddito dalla coltivazione delle patate, che hanno ottenuto la DECO, "Denominazione Comunale d'origine", dei cereali, delle mele, dell'uva fragola e dei fagioli. Importante anche la presenza di alveari e del taglio boschivo.
Non manca il turismo che sta conoscendo, anche grazie alla presenza del Parco Nazionale delle Dolomiti Bellunesi, uno sviluppo rapido e crescente.

### Manifestazioni
- "Festa di San Biagio" - Menin (3 febbraio)
- "Festa di Santa Giuliana" - Cesio (16 febbraio)
- "Mostra Mercato dei Fiori" - Busche (maggio e ottobre)
- "Festa Provinciale del Formaggio" - Busche (fine aprile)
- "Festa in Riva al Lago" - Busche (giugno luglio)
- "Soranzenfest" - Soranzen (agosto)
- "Festa Provinciale della Patata di Cesiomaggiore" - Cesio (fine agosto)
- "Sagra di San Rocco" - Pez (agosto)
- "PedalaCesio" (prima domenica di settembre) organizzata dall'US Cesio
- "Cammina con i Gufi" - Cesio (fine settembre)
- "Festa di Santa Lucia" - Can (13 dicembre)

Nell'Ottocento il proprietario terriero Gaspare De' Mezzan aveva istituito per i suoi coloni la cosiddetta festa campagnuola. L'evento scomparve nel tempo.

### Prodotti locali
- Formaggio "Piave"
- Formaggio "Cesio"
- Formaggio "Dolomiti"
- Patata di Cesiomaggiore (DECO)
- Mais "sponcio"
- Orzo
- Mele (varietà "Ferro Cesio")
- Uva fragola
- Miele

Fino agli anni sessanta del secolo scorso, e ancora oggi, l'economia era ancora basata sulla produzione agricola (uva, vino, mele, pere, patate, fagioli, granoturco, miele) e sull'allevamento di vacche da latte. Vista la buona posizione, una nota azienda trentina produttrice di mele, ha impiantato delle coltivazioni di questo frutto proprio a Cesio per aumentarne la produzione.
Noto era il vino perché il territorio rappresentava un vero e proprio 'avamposto' in provincia di Belluno nella coltivazione dell'uva fragola che ancora oggi ha una buona produzione, sia per l'uso 'da tavola' e per la 'Bianchetta' da vino. Non mancano le viti 'Clinto' che vengono usate prevalentemente per la produzione di vino destinato al consumo familiare.

## Amministrazione
| Periodo        | Periodo        | Primo cittadino    | Partito      | Carica  | Note   |
| -------------- | -------------- | ------------------ | ------------ | ------- | ------ |
| 11 giugno 2002 | 29 maggio 2007 | Gianni De Bastiani | lista civica | sindaco | [ 12 ] |
| 29 maggio 2007 | 7 maggio 2012  | Gianni De Bastiani | lista civica | sindaco | [ 13 ] |
| 7 maggio 2012  | 12 giugno 2017 | Michele Balen      | lista civica | sindaco | [ 14 ] |
| 12 giugno 2017 | 13 giugno 2022 | Carlo Zanella      | lista civica | sindaco |        |
| 13 giugno 2022 | in carica      | Carlo Zanella      | lista civica | sindaco |        |

### Gemellaggi
- Aratiba[senza fonte]

È in corso un rapporto di fattiva collaborazione con il comune di Quarto d'Altino.